# Carpa Blanca

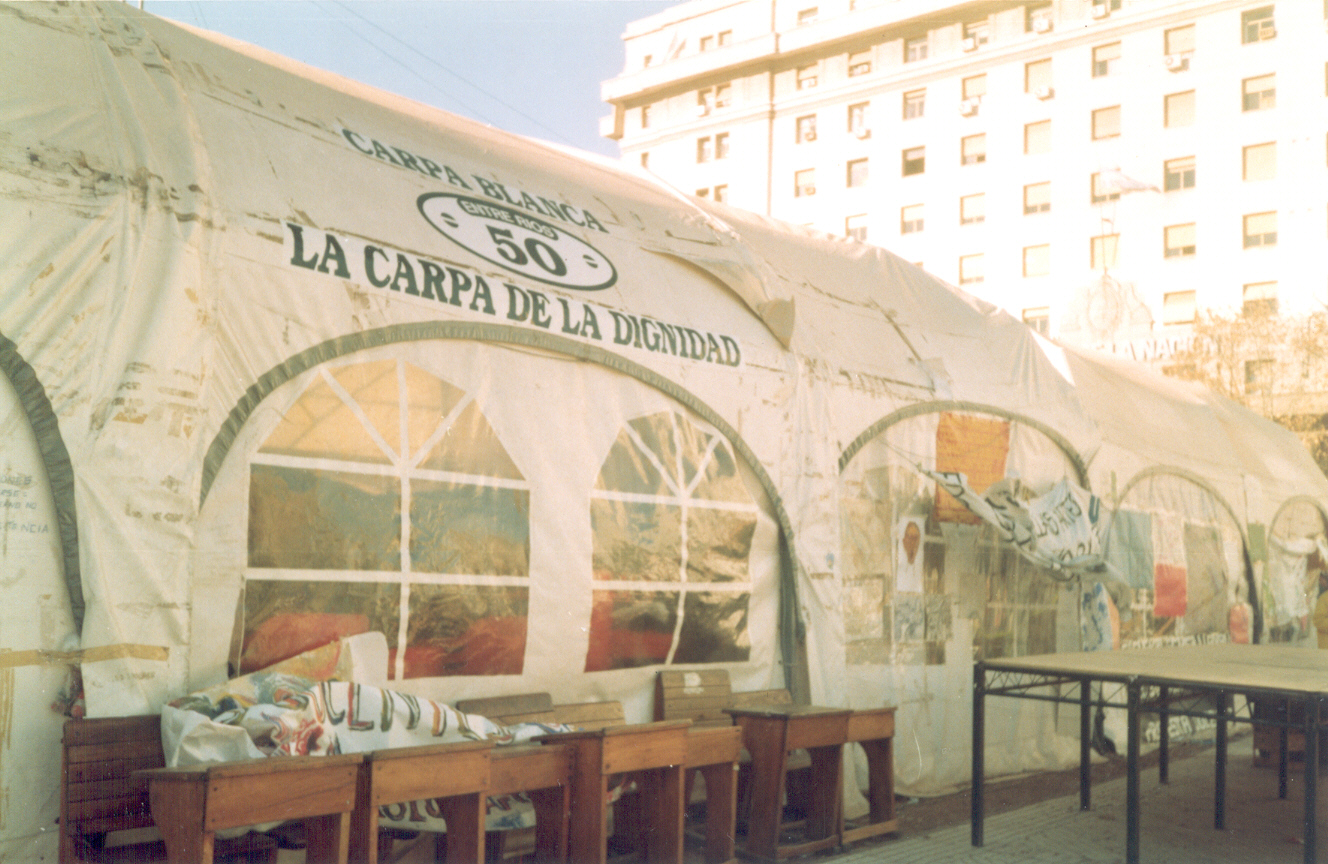
La Carpa Blanca docente instalada frente al Congreso Nacional en Entre Ríos 50 - CABA

La Carpa Blanca fue una de las protestas más extensas de la década de 1990 en la República Argentina, llevada a cabo por los sectores docentes de todo el país, quienes reclamaban un aumento en los fondos económicos destinados a la educación, a través de la sanción de la Ley de Financiamiento Educativo y la derogación de la Ley Federal de Educación. La carpa fue instalada frente al Congreso Nacional el 2 de abril de 1997 y levantada tras incluso un simbólico enrejado el 30 de diciembre de 1999. 
Fue liderada por diferentes organizaciones, principalmente la CTERA, cuya titular era la docente Marta Maffei y Hugo Yasky su secretario adjunto, bajo el lema "La carpa de la dignidad"  

## Historia
La carpa fue emplazada el 2 de abril de 1997 durante la presidencia de Carlos S. Menem.  Entre los motivos de la protesta se destaca: el aumento de los fondos para la educación, ponerle límite al proceso de desfinanciamiento progresivo del sistema educativo, resistir políticas de privatización de la educación; los docentes también reclamaron una mayor defensa del mercado interno, políticas productivas y de sustitución de importaciones, y la suspensión del pago de la deuda externa.
Durante la larga protesta, un grupo estable de entre 20 a 30 docentes se turnaban para ayunar como forma de protesta ingiriendo solo té caliente o caldo, algunos ayunaron hasta 20 días seguidos, luego eran reemplazados por otros docentes de tal manera que participaron del ayuno 1.400 docentes de todo el país, además la carpa fue visitada por casi 3 millones de personas, incluyendo a 7000 alumnos de escuelas argentinas y recibió el apoyo de diferentes personalidades como Eduardo Galeano, Mercedes Sosa, Luis Alberto Spinetta, León Gieco, Alfredo Alcón, familiares de María Soledad Morales y José Luis Cabezas y las Abuelas y Madres de Plaza de Mayo.
El 24 de octubre de 1999 se llevan adelante las elecciones nacionales y como resultado asume la presidencia Fernando de la Rúa  el 10 de diciembre de ese mismo año. El Congreso Nacional  sanciona la Ley 25.239 que fuera promulgada el 30 de diciembre, sobre Reforma Tributaria que crea el Fondo para el Financiamiento Educativo proveniente de Rentas Generales, manteniendo el Fondo de Incentivo Docente (FONID). Esto  garantizaba un fondo salarial de $660 millones de dólares
Ese mismo día la protesta culminó cuando a 1003 días de su instalación.

## La Carpa Blanca en números[6]
- Ubicación: Entre Ríos 50 - CABA
- Fechas: del 2 de abril de 1997 al 30 de diciembre de 1999
- Duración: 33 meses = 1003 días
- Ayunaron: 1.400 maestros en 86 grupos
- Visitas: 7.000 escuelas, 2.800.000 personas y 96 delegaciones extranjeras.
- Actividades: 475 eventos - 46 programas de radio - 29 programas en televisión abierta y cable
- Otras acciones: durante la Carpa Blanca se realizaron 12 paros nacionales de docentes / El 10 y 11 de septiembre de 1997 en conmemoración del Día del Maestro, ayunaron 200.000 docentes por 48 hs. en todo el país